# Municipio de Lick Creek (Arkansas)
El municipio de Lick Creek (en inglés: Lick Creek Township) es un municipio ubicado en el condado de Little River en el estado estadounidense de Arkansas. En el año 2010 tenía una población de 415 habitantes y una densidad poblacional de 4,85 personas por km².

## Geografía
El municipio de Lick Creek se encuentra ubicado en las coordenadas 33°44′22″N 94°12′27″O / 33.73944, -94.20750. Según la Oficina del Censo de los Estados Unidos, el municipio tiene una superficie total de 85.5 km², de la cual 85,03 km² corresponden a tierra firme y (0,55 %) 0,47 km² es agua.

## Demografía
Según el censo de 2010, había 415 personas residiendo en el municipio de Lick Creek. La densidad de población era de 4,85 hab./km². De los 415 habitantes, el municipio de Lick Creek estaba compuesto por el 98,55 % blancos, el 0,96 % eran amerindios, el 0,24 % eran asiáticos, el 0,24 % eran de otras razas. Del total de la población el 0,48 % eran hispanos o latinos de cualquier raza.